# Beitbridge

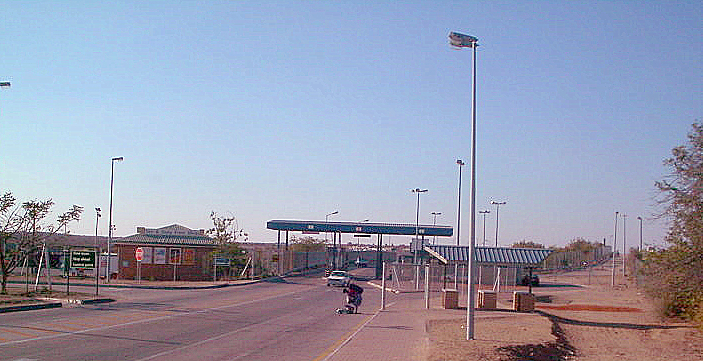
Gränsposteringen i Beitbridge.

Beitbridge är en gränsstad i provinsen Matabeleland South i södra Zimbabwe, vid gränsen mot Sydafrika. Folkmängden uppgick till 42 218 invånare vid folkräkningen 2012. Alfred Beit-bron går från Beitbridge över Limpopofloden till den sydafrikanska sidan.